# 国華産業
国華産業株式会社（こくかさんぎょう）は、東京都港区に本社を置く海運会社。三菱ガス化学の関連会社である。

## 概要
高温の溶融物や、腐食性のある化学薬品を輸送する特殊タンカーの運航会社として特色を発揮してきた。現在は三菱ガス化学の関連会社として、同社グループが海外で生産するメタノールの輸送も幅広く手掛けている。

## 沿革
- 1947年（昭和22年）3月3日 - 国華産業海運株式会社設立。石炭・二硫化炭素・苛性ソーダの船舶輸送を手掛ける[3]。
- 1954年（昭和29年） - 国華産業株式会社に改称[3]。
- 1961年（昭和36年） - 日本瓦斯化学工業（三菱ガス化学の前身の一つ）が資本参加[3]。
- 1964年（昭和39年） - 世界初の高温度溶融物質タンカー及び日本初の中温中圧方式アンモニアタンカーが竣工[3]。
- 2001年（平成13年） - 帝人保有の株式を三菱ガス化学に譲渡[3]。
- 2002年（平成14年） - サウジアラビアからのメタノール輸送を開始[3]。
- 2003年（平成15年） - ベネズエラからのメタノール輸送を開始[3]。
- 2013年（平成25年） - 辰巳商會が資本参加[3]。
- 2019年（令和元年）6月13日 - メタノールタンカー「KOKUKA COURAGEOUS」がホルムズ海峡付近で何者かの攻撃を受け、損傷[4]（2019年6月ホルムズ海峡タンカー攻撃事件）。

## 保有船舶

### 外航船
- ケミカルタンカー（メタノールタンカー含む） 8隻[5][6]
- 高温度溶融物質タンカー 3隻[5][6]

### 内航船
- 汎用ケミカルタンカー 11隻[7][8]
- 特殊タンク船 3隻[7][8]
- LAG（液化アンモニア）タンカー 2隻[7][8]